# Assodé

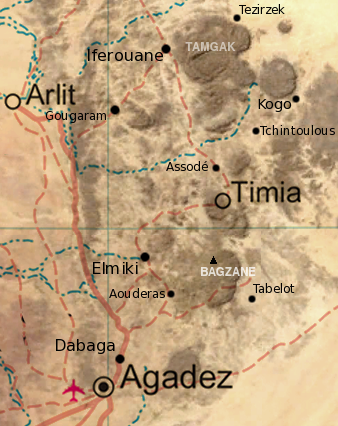
Mapa de las montañas de Aïr donde se muestra en el centro Assodé

Assodé fue una ciudad situada en las montañas de Aïr, en el actual norte de Níger. 

## Historia
Fundada alrededor del siglo XI, fue la más importante ciudad tuareg, beneficiándose del comercio transahariano. Empezó a perder su importancia a partir del siglo XVIII —a beneficio de la ciudad un poco más al sur de Agadez— y fue totalmente abandonada después de ser desolada por los tuaregs de Ag Mohammed Wau Teguidda Kaocen en 1917, aunque muchos de sus edificios se conservan en buen estado, por lo que permanece como un destino turístico.